# Румунски нови талас
Румунски нови талас (рум. Noul val românesc) је жанр реалистичких и често минималистичких филмова снимљених у Румунији, почевши од два награђивана кратка филма два румунска редитеља, наиме Цигарете и кафа Кристија Пуијуа, који је освојио Златног медведа за кратки филм на 2004. Међународни филмски фестивал у Берлину, и Трафик Каталина Митулескуа, који је касније исте године освојио Златну палму за кратки филм на Филмском фестивалу у Кану.

## Теме
Естетски, румунски филмови новог таласа деле строг, реалистички и често минималистички приступ. Црни хумор има тенденцију да буде истакнут. Радња неких од филмова је смештена у касне 1980-те, близу краја тоталитарне владавине Николаја Чаушескуа над комунистичком Румунијом, истражујући теме слободе и отпорности (4 месеца, 3 недеље и 2 дана, The Paper Will Be Blue, The Way I Spent the End of the World, Tales from the Golden Age), други, међутим (Смрт господина Лазарескуа, California Dreamin', Tuesday, After Christmas), одвијају се у данашњој Румунији и баве се начином преласка на демократију и капитализам слободног тржишта обликовали су румунско друштво након пада комунизма крајем 1989. године.
Румунски филмови и редитељи новог таласа освојили су значајан број важних међународних филмских награда на престижним филмским фестивалима акредитованим од стране ФИАПФ-а.